# Сегал, Эйб
Алан Абрахам (Эйб) Сегал (англ. Alan Abraham 'Abe' Segal; 23 октября 1930, Йоханнесбург — 4 апреля 2016, Кейптаун) — южноафриканский теннисист и теннисный тренер. Двукратный финалист чемпионата Франции в мужском парном разряде, шестикратный чемпион ЮАР (1 раз в одиночном и 5 раз в парном разряде).

## Биография
Эйб Сегал родился в 1930 году в йоханнесбургском районе Дорнфонтейн, став третьим ребёнком в бедной семье иммигрантов из Польши. В эти годы Дорнфонтейн представлял собой еврейский квартал, похожий на Бруклин в Нью-Йорке до такой степени, что его уроженцам (в том числе Сегалу) приписывали «гнусавый» американский акцент. В детстве Эйб увлекался крикетом и футболом, но недалеко от дома его родителей располагался главный теннисный центр ЮАР — стадион «Эллис Парк», и Эйб со сверстниками часто проникали на него без билетов посмотреть на игры. Эйб также мог следить за матчами прямо с крыши собственного дома. Со временем Сегал с приятелями начали играть в теннис на улице, и там впервые проявились способности Эйба к этой игре.
Подростком Эйба отдали в ремесленную школу, где он осваивал профессии слесаря и токаря, пока не был исключён за хулиганство. По собственным словам, в 14 лет он пробрался с приятелем на корабль, шедший в Англию, и прожил около двух лет в Лондоне, где продолжал учиться теннису. Вернувшись в ЮАР, он уже обратил на себя внимание местных теннисных функционеров и в 18 лет был приглашён тренироваться с национальной сборной.
Со временем Сегал стал одним из лучших теннисистов ЮАР. Он пять раз выигрывал национальное первенство в мужском парном разряде, где его партнёрами были Гордон Форбс и лидер южноафриканского тенниса Эрик Стерджесс. В одиночном разряде Сегалу удалось стать чемпионом ЮАР один раз, обыграв в финале Форбса (в 1964 году). С 1955 года он был игроком сборной ЮАР в Кубке Дэвиса, в общей сложности сыграв за неё 19 матчей и выиграв 10 из 18 встреч в одиночном и 14 из 19 встреч в парном разряде. С его помощью команда ЮАР в начале 1960-х годов брала верх в Европейской зоне над командами Франции, ФРГ и Румынии.
Стиль игры Сегала — классический serve-and-volley — хорошо подходил для травяных кортов. Репортёр Chicago Times отмечал такие качества его игры, как мощные крученые подачи (Гордон Форбс вспоминал, что вторая подача Сегала была ещё более закрученной, чем первая), коварные свечи и мягкое, точное приземление мяча. Однако, несмотря на это, своих высших успехов он достиг на грунтовых кортах. в 1959 году Сегал на чемпионате США на грунтовых кортах обыграл Алекса Ольмедо, бывшего в это время чемпионом Уимблдонского турнира и закончившего сезон как вторая ракетка мира. Пять лет спустя на том же турнире он победил Артура Эша — на тот момент восходящую звезду американского тенниса — посеянного на турнире под первым номером. Дважды — в 1958 и 1963 годах — он становился финалистом чемпионата Франции в мужском парном разряде. Сначала Сегал и австралиец Боб Хоу в четырёх сетах проиграли паре Нил Фрейзер/Эшли Купер, а затем они с Гордоном Форбсом не смогли одолеть Роя Эмерсона и Мануэля Сантану. Также в 1963 году Сегал и Форбс дошли до полуфинала на Уимблдонском турнире. Форбс позже говорил, что они были реальными претендентами на титул, но перед полуфиналом Эйб растянул мышцы живота — единственная его травма за то время, пока они выступали вместе. На следующий год Сегал пробился в четвертьфинал Уимблдонского турнира в одиночном разряде и в миксте. Среди побеждённых Сегалом на Уимблдоне соперников были ведущие игроки мира того времени Рекс Хартвиг (3-й круг в 1955 году) и Мануэль Сантана (2-й круг в 1961 году). Дважды (в 1957 и 1962 годах) он доходил до финала утешительного турнира Wimbledon Plate, в первом из этих финалов уступив Форбсу. Кроме того, на его счету было звание чемпиона Ирландии, завоёванное в начале карьеры — в 1951 году.
Эйб Сегал, сыгравший свой последний матч за сборную ЮАР в Кубке Дэвиса в 1965 году, продолжал выступать в индивидуальных теннисных турнирах до 1971 года. Официально источником его заработка в эти годы была работа агентом по закупкам на отцовской текстильной фабрике, но жить на широкую ногу ему позволяли знакомства в деловых кругах и среди богемы. В числе его близких друзей были южноафриканский магнат гостиничного бизнеса Сол Керцнер, с которым они вместе росли в Дорнфонтейне, британский автогонщик Джеймс Хант, джазовый саксофонист Стэн Гетц, футболист Джордж Бест, актёры Элизабет Тейлор, Ава Гарднер, Кирк Дуглас, Ричард Бертон, Шон Коннери и Питер Устинов. По окончании игровой карьеры Сол Керцнер назначил Сегала на должность директора теннисного клуба при своём гранд-отеле «Сан-Сити», где тот проработал до 2008 года; Сегал также тренировал по просьбе Марка Маккормака его будущую жену — известную теннисистку Бетси Нагельсен.
В годы после окончания игровой карьеры Сегал увлёкся живописью. Его картины хорошо продавались, в числе его клиентов были владелец компании Virgin Atlantic Ричард Брэнсон и галерея Эверарда Рида в Йоханнесбурге. В 2009 году была издана книга его мемуаров «Эй, большой мальчик!» (англ. Hey Big Boy). Предисловие к ней написал Шон Коннери, рекомендующий читать эту книгу «лёжа и вооружившись стаканом крепкого скотча». Сам Сегал был одним из основных персонажей двух популярных книг своего партнёра по корту Гордона Форбса — «Пригоршня лет» (англ. A Handful of Summers) и «Слишком рано паниковать» (англ. Too Soon to Panic), названием для второй из которых послужили его собственные слова, сказанные Форбсу перед матчем пар против сборной ФРГ в Кубке Дэвиса.
Эйб Сегал умер в апреле 2016 года в возрасте 85 лет от рака. Он оставил после себя двух дочерей от 10-летего брака с бермудской теннисисткой Хезер Брюйер — Сюзи и Нэнси — и свою подругу на протяжении 25 лет, Дебору Кертис-Сетчелл.

## Финалы турниров Большого шлема за карьеру

### Мужской одиночный разряд (0-2)
| Результат | Год  | Турнир                | Покрытие | Партнёр      | Соперники в финале          | Счёт в финале      |
| --------- | ---- | --------------------- | -------- | ------------ | --------------------------- | ------------------ |
| Поражение | 1958 | Чемпионат Франции     | Грунт    | Боб Хоу      | Эшли Купер Нил Фрейзер      | 6-3, 6-8, 3-6, 5-7 |
| Поражение | 1963 | Чемпионат Франции (2) | Грунт    | Гордон Форбс | Мануэль Сантана Рой Эмерсон | 2-6, 4-6, 4-6      |